# Zuidlimburgs district
Het Zuidlimburgs district is een in de Nederlandse classificatie gebruikt floradistrict.
Dit district komt ongeveer overeen met het Limburgse heuvelland en is het enige district in Nederland dat gerekend wordt tot de floristische Midden-Europese regio, in tegenstelling tot de andere Nederlandse districten die tot de floristische Westeuropese regio worden gerekend. In het westen wordt het district begrensd door het fluviatiel district, waartoe het Maasdal behoort. In het oosten liggen de uitgestrekte verstedelijkte gebieden van de Oostelijke Mijnstreek, die tot het urbaan district worden gerekend.
Het gebied omvat een aantal met löss bedekte plateaus, van elkaar gescheiden door beekdalen. Hier en daar dagzoomt Limburgse mergel, en ook in diverse, al dan niet verlaten, groeven is dit te vinden. Hierdoor vindt men er kalkgraslanden. De soorten die daar voorkomen zijn gedeeltelijk uniek voor Nederland, en ook de bosflora, vooral van de hellingbossen, zoals bronbossen, is voor Nederland uniek. Daarnaast kan de zinkflora worden genoemd.